# Clypeodytes simplex
Clypeodytes simplex är en skalbaggsart som beskrevs av Guignot 1936. Clypeodytes simplex ingår i släktet Clypeodytes och familjen dykare. Inga underarter finns listade i Catalogue of Life.